# Dissektion af marsvin
Dissektion af marsvin er en dansk undervisningsfilm fra 1950, der er instrueret af Hans Hvass efter eget manuskript.

## Handling
Filmen, der er beregnet til biologiundervisning i gymnasier og seminarier, viser fremgangsmåden ved dissektion af marsvin. Dyrets anatomi gennemgås: først åbnes bughulen, fordøjelseskanalen lægges frem, og livmoder med foster demonstreres. Derefter vises lunger, lever, nyrer og hjerte, og hjernen blotlægges.